# USS LST-347
O USS LST-347 foi um navio de guerra norte-americano da classe LST que operou durante a Segunda Guerra Mundial.